# Back to Back (Lied)
Back to Back ist ein Song des kanadischen Rappers Drake und erschien am 29. Juli 2015. Der Disstrack gegen den Rapper Meek Mill erreichte Platz 21 der US-amerikanischen Billboard Hot 100 und wurde bei der Grammy-Verleihung 2016 mit einer Nominierung in der Kategorie „Beste Rap-Darbietung“ (Best Rap Performance) bedacht.

## Hintergrund
Am 22. Juli 2015 veröffentlichte der US-amerikanische Rapper Meek Mill eine Reihe von wütenden Tweets, in denen er unter anderem Drake beschuldigte, Ghostwriter engagiert zu haben. Der Tweet, der die Kontroverse auslöste lautete:

“Stop comparing drake to me too.... He don't write his own raps! That’s why he ain’t tweet my album because we found out!”

„Hört auf mich mit Drake zu vergleichen... Der schreibt seine Raps nicht selber. Darum tweetet er auch nicht über mein Album, denn wir haben es herausgefunden“

Hintergrund war, dass sein neues Album Dreams Worth More Than Money mehrere negative Kritiken erhalten hatte. Viele wurden damit begründet, dass Meek Mill und Drake einen ähnlichen Stil haben würden. Zudem regte sich Meek Mill darüber auf, das Drake trotz des gemeinsamen Tracks R.I.C.O. auf dem Album sich nicht an der Promotion des Albums beteiligte. Es folgten weitere Tweets, in denen er behauptete der Rapper Quentin Miller aus Atlanta sei sein Ghostwriter. Nach den Tweets kursierten im Internet Gerüchte und viele Fans fragten sich, was an der Geschichte dran sei. Erst drei Tage später reagierte Drake mit seinem ersten Disstrack Charged Up. Als nach drei weiteren Tagen trotz Ankündigung von Meek Mill keine Antwort gekommen war, legte Drake schließlich mit Back to Back nach. Den Track veröffentlichte er am 29. Juli 2015 über seine Soundcloud-Seite.

## Musikstil und Text
Drake veröffentlichte Back to Back als Freestyle-Rap, das heißt der Track entstand auf einem vorgefertigten Beat in lediglich einem Take, wobei die Lyrics im Normalfall improvisiert sind. Inwiefern dies hier der Fall ist, bleibt natürlich durch die Veröffentlichungsform als Audio-Track unklar. Für die Produktion verantwortlich zeichneten Noah James Shebib, besser bekannt als 40 und Daxz. Drake selbst trat als Coproduzent in Erscheinung. Der Songtitel (zu deutsch „Rücken an Rücken“) ist eine Anspielung auf die Toronto Blue Jays, die in der World Series 1993 die Philadelphia Phillies in einer sogenannten „Back-To-Back“-World Series schlugen. Dabei handelte es sich um die Heimatstädte der beiden Rapper. Die Anspielung wurde unterstrichen durch ein Bild von Joe Carter aus dem entscheidenden Spiel der Serie als Artwork auf Soundcloud. Der Text, in dem Meek Mills Name nicht fällt, enthält Anspielungen auf seine Beziehung mit Nicki Minaj, die sehr viel erfolgreicher als Meek Mill sei und bei der dieser lediglich die „Vorgruppe“ machen dürfe. Außerdem äußerte er sich zu den Ghostwriting-Vorwürfen mit einer Anspielung auf die Midas-Sage.

## Erfolg und Rezeption
Joe Carter selbst freute sich über die Aufmerksamkeit. Der Beef zwischen Meek Mill und Drake ging auch nach diesem Disstrack weiter. So antwortete Meek Mill mit weiteren Tracks, die jedoch nicht die Popularität von Drakes Titel erreichten. Tatsächlich erreichte Back to Back über die Downloadverkäufe Platz 21 der US-amerikanischen Billboard Hot 100. Eine weitere Überraschung gab es gegen Ende des Jahres, als die Grammy-Nominierungen bekanntgegeben wurden und Back to Back neben Alright von Kendrick Lamar, Apparently von J. Cole, Trap Queen von Fetty Wap sowie Truffle Butter von Nicki Minaj featuring Drake & Lil Wayne in der Kategorie „Beste Rap-Darbietung“ (Best Rap Performance) gelistet wurde. Bei der eigentlichen Verleihung gewann dann Alright von Lamar. Es handelte sich damit um den ersten Disstrack im Hip-Hop, der eine Grammy-Nominierung erhielt, obwohl diese Form der Darbietung im Hip-Hop sehr populär ist. Fraglich ist, ob dies für alle Genres gilt, denn bei der Grammy-Verleihung 1996 erhielt You Oughta Know von Alanis Morissette, den man durchaus als Disstrack bezeichnen kann, da er eine reale und schief gelaufene Beziehung mit vielen tatsächlichen Details beschrieb, zwei Grammys.

## Chartplatzierungen
| ChartsChartplatzierungen       | Höchstplatzierung | Wochen |
| ------------------------------ | ----------------- | ------ |
| Kanada (MC)                    | 27 (20 Wo.)       | 20     |
| Vereinigte Staaten (Billboard) | 21 (20 Wo.)       | 20     |
| Vereinigtes Königreich (OCC)   | 77 (3 Wo.)        | 3      |